# Dominique Watrin
Pour les articles homonymes, voir Dominique Watrin (homonymie).
Dominique Watrin, né le 14 juin 1953, est un homme politique français. Membre du Parti communiste français, il a été conseiller général du canton de Rouvroy de 2001 à 2015 et sénateur du Pas-de-Calais de 2011 à 2018.

## Biographie
Enseignant titulaire d'une maîtrise de lettres modernes, Dominique Watrin entre au conseil municipal de Rouvroy en 1991 et devient premier adjoint au maire Yves Coquelle. Il remplace ce dernier au conseil général du Pas-de-Calais (canton de Rouvroy) en 2001 et est nommé vice-président de cette assemblée en 2008.
Dominique Watrin est choisi par le Parti communiste français pour mener la liste du parti dans le Pas-de-Calais pour les élections sénatoriales de 2011. Le 25 septembre 2011, la liste qu'il mène obtient 11,36 % des voix et il est élu sénateur du Pas-de-Calais.
Lors de l'élection du président du Sénat, le 1er octobre 2011, c'est lui qui est désigné pour être le premier à déposer son bulletin, le doyen d'âge, Paul Vergès, ayant tiré la lettre W.
Dominique Watrin est membre de la commission des affaires sociales et vice-président de la délégation sénatoriale aux entreprises.
La liste « L'Humain d'abord - Justice pour le Pas-de-Calais - Liste de rassemblement de la gauche communiste, républicaine et citoyenne » qu'il conduit pour les sénatoriales de 2017 obtient 13,13% des suffrages exprimés et un siège, ce qui permet sa réélection au Sénat. Le groupe parlementaire auquel il appartient se nomme depuis 2017 Groupe communiste, républicain, citoyen et écologiste (CRCE).
Il annonce en juin 2018 qu'il démissionne pour laisser son fauteuil de sénateur à sa suivante de liste Cathy Apourceau-Poly et qu'il continuera à militer dans le domaine de la santé.

## Mandats
Sénateur
- 1er octobre 2011 - 30 juin 2018 : sénateur de Pas-de-Calais

Conseiller général
- 18 mars 2001 - 19 mars 2008 : membre du Conseil général du Pas-de-Calais (élu dans le canton de Rouvroy)
- 19 mars 2008 - 22 mars 2015 : vice-président du Conseil général du Pas-de-Calais

Conseiller municipal
- 1991 - 2011 : adjoint au maire de Rouvroy